# Stoppila Sunzu
Stoppila Sunzu (Chingola, 1989. június 22. –) zambiai válogatott labdarúgó, jelenleg a Sanghaj Greenland játékosa.

## Sikerei, díjai
Zanaco Lusaka
- Zambiai bajnok (1): 2009

TP Mazembe
- Kongói DK bajnok (2): 2012, 2013

Zambia
- Afrikai nemzetek kupája (1): 2012